# Solihull Challenger 1982
Il Solihull Challenger 1982 è stato un torneo di tennis facente parte della categoria ATP Challenger Series nell'ambito dell'ATP Challenger Series 1982. Il torneo si è giocato a Solihull in Gran Bretagna dal 3 al 9 maggio 1982 su campi in terra rossa.

## Vincitori

### Singolare
Andrew Jarrett ha battuto in finale  Jonathan Smith con il punteggio di 6–3, 6–1

### Doppio
Anand Amritraj /  Brad Guan hanno battuto in finale  Andrew Jarrett /  Jonathan Smith con il punteggio di 6–4, 3–6, 6–3